# Wioletta Kryza
Wioletta Kryza (ur. 10 sierpnia 1968 w Zelowie) – polska lekkoatletka, specjalizująca się na długich dystansach. Zawodowa biegaczka włoskiej firmy FILA TEAM (1999–2005).

## Kariera
Wielokrotna medalistka mistrzostw kraju w biegach przełajowych i na stadionie w tym dwukrotna złota medalistka: Międzyzdroje 1998 (bieg przełajowy) oraz Wrocław 1999 (maraton). Pierwsza rekordzistka Polski w biegu na 3000 metrów z przeszkodami (Olsztyn 1998).
Absolwentka Uniwersytetu Warmińsko-Mazurskiego w Olsztynie.
W 2002 została zdyskwalifikowana na 2 lata za stosowanie niedozwolonych środków dopingowych. W lipcu 2012 ponownie została przyłapana na stosowaniu niedozwolonych środków, za co otrzymała 8 lat dyskwalifikacji.

## Osiągnięcia
Zwycięstwo w 28 Maratonach:
- 29.01.2012 ING Miami Marathon- Miami USA
- 16.10.2011 Detroit Free Press Maraton- Detroit USA
- 15.08.2011 Energa Maraton Solidarności- Gdańsk POL
- 02.12.2007 California International- Sacramento USA
- 09.09.2007 Festival de la Sante Montreal International- Montreal CAN
- 10.09.2006 Montreal International- Montreal CAN
- 23.10.2005 Detroit Free Press Flagstar Bank- Detroit USA
- 26.09.2004 Community First Fox Cities- Appleton USA
- 25.11.2001 Bangkok International- Bangkok THA
- 06.05.2001 City of Pittsburgh- Pittsburgh USA
- 22.10.2000 Spa Euro-Marathon Echternach- Echternach LUX
- 30.04.2000 CVS Cleveland Marathon- Cleveland USA
- 24.10.1999 Euro Echternach Marathon- Echternach LUX
- 25.04.1999 Mistrzostwa Polski Maraton Wroclaw- POL
- 06.02.1999 Midwinter Marathon- Apeldoorn NED
- 22.11.1998 Chinfon Express Taiwan- Tajpej TPE
- 25.10.1998 Euro Echternach Marathon- Echternach LUX
- 30.08.1998 Konmarathon Hague- The Hague NED
- 07.06.1998 Twente Marathon- Enschede NED
- 23.11.1997 Taipei International Express Chinfon- Tajpej TPE
- 26.10.1997 Spa Euro-Marathon Echternach- Echternach LUX
- 08.07.1997 Liberte Marathon- Caen FRA
- 20.04.1997 Island of Rhodes Marathon- Rodos GRE
- 24.11.1996 Taipei International Express Chinfon- Tajpej TPE
- 20.10.1996 Euro Echternach Marathon- Echternach LUX
- 07.07.1996 Guldensporen Marathon- Brugge BEL
- 21.01.1996 Ho Chi Minh City Marthon- VIE
- 08.10.1995 Kaohsiung International- Kaohsiung TPE
- 20.09.1992 Montreal Marathon- Montreal CAN

## Rekordy życiowe
- bieg na 10 km – 33:04 Gdańsk POL 1996
- bieg na 15 km – 50:13 Heerenberg NED 2004
- bieg na 10 mil – 54:34 Lelystad NED 2002
- półmaraton – 1:12:32 Września POL 2001
- maraton – 2:33:44 Edinburgh GBR 1999